# Boeing 707

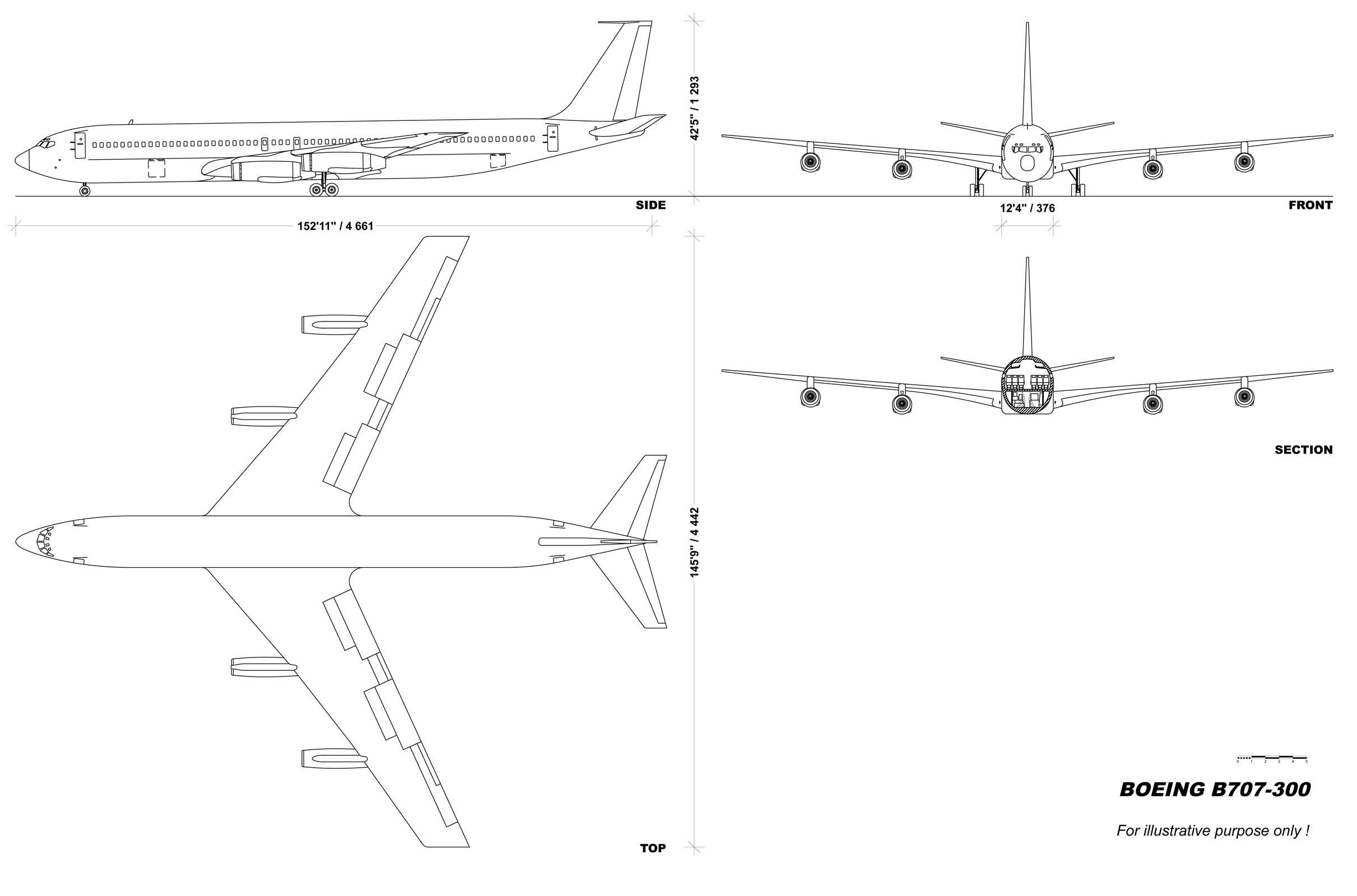
Boeing 707

Boeing 720

De Boeing 707 was een straalverkeersvliegtuig dat door de Amerikaanse fabrikant Boeing werd geproduceerd. 
Van de 707 werden verschillende versies gebouwd die tussen de 150 en 189 passagiers konden vervoeren over een afstand van 4500 tot 9500 km. De productie begon in 1955 en eindigde in 1980. De vier motoren werden geleverd door Pratt & Whitney. Dit vliegtuig was een van de eerste passagiersvliegtuigen die rond de 1000 km/h konden gaan.

## Geschiedenis
De Boeing 707, een van de eerste straalvliegtuigen voor commerciële passagiersvluchten, werd ontwikkeld in de jaren 1950 als antwoord op de groeiende vraag naar sneller en efficiënter luchtvervoer. Boeing baseerde het ontwerp van de 707 op het militaire tankvliegtuig KC-135, dat eerder door het bedrijf werd ontwikkeld. Het prototype, de „Dash 80”, maakte zijn eerste vlucht in 1954 en bewees al snel de haalbaarheid van straaltechnologie in de burgerluchtvaart. 

### Dash 80
Het prototype van de 707, de 367–80—ookwel „Dash 80” (dash is Engels voor een streepje, dus –80) werd als eerst gebouwd. 
Initieel waren luchtvaartmaatschappijen niet te porren voor de nieuwe straalmotorgedreven jets die Boeing wilde verkopen . 
De opinie slaat in één klap om op 7 augustus 1955. 
Tijdens de pauze van de Gold Cup, op de Seattle Seafair, voert Boeing een promotievlucht uit. 
Testpiloot Tex Johnston vliegt het futuristische vliegtuig op de waanzinnige hoogte van maar achthonderd meter boven het water. Het unieke geluid van de vier straalmotoren—wat heel anders klinkt dan de propellervliegtuigen die men gewend was —grijpt direct de aandacht. Aslof dat niet genoeg is, doet de piloot er nog een schepje bovenop en maakt wereldgeschiedenis. De ”Dash 80” draait plots linksom op de kop en vliegt kort ondersteboven verder, zelfs Boeingdirecteur Bill Allen schrikt en denkt dat er iets misgaat. 
Als Bill Allen later aan Tex Johnston  vraagt wat hij dacht dat hij aan het doen was, merkte de piloot droogjes op, „vliegtuigen verkopen” .
Tex Johnston, de „Dash 80 Barrel Roll”,  worden beiden in één klap wereldberoemd. Het was de eerste, maar ook tweede keer, dat iemand ondersteboven vloog straalmotoren. De cheftestvlieger had de waanzinwekkende manoeuvre herhaald voor het geval dat niemand het gezien had. Dankbaar, drukt de -baas Tex Johnston op het hart „Dit nooit meer te doen”.
De „Dash 80” wordt door Boeing achttien jaar lang gebruikt als vliegend testlab tot en met 1972. 

### Introductie van de 707
Met een breed scala aan verbeteringen, waaronder een gestroomlijnde romp en geavanceerde motoren van Pratt & Whitney, werd de Boeing 707 in 1958 geïntroduceerd door Pan American World Airways, die 25 707's had besteld. 

### Commercieel Succes
De Boeing 707 begon zijn commerciële carrière op 26 oktober 1958, toen Pan American World Airways de eerste trans-Atlantische straalvlucht uitvoerde van New York naar Parijs. Deze gebeurtenis wordt beschouwd als een keerpunt in de luchtvaartgeschiedenis, waarmee het straaltijdperk officieel werd ingeluid. De snelheid en het comfort van de 707 maakten intercontinentale vluchten toegankelijker en populairder dan ooit tevoren.
Het toestel was een onmiddellijke hit bij luchtvaartmaatschappijen over de hele wereld. Naast Pan Am voegden onder meer American Airlines, TWA, en Lufthansa de 707 toe aan hun vloot. Door zijn betrouwbaarheid en veelzijdigheid werden verschillende versies ontwikkeld, waaronder de langere en krachtigere 707–320 voor intercontinentale vluchten en de 707–120 voor kortere routes.

### Technologische Innovaties
De Boeing 707 was uitgerust met de krachtige Pratt & Whitney JT3C-motoren, die later werden vervangen door de zuinigere JT3D-turbofanmotoren. Dit maakte het toestel efficiënter en minder lawaaierig, waardoor het aan strengere internationale geluidsnormen kon voldoen. Het ontwerp van de 707 legde de basis voor latere Boeing-modellen, zoals de 727, 737, en zelfs de iconische 747.
Een belangrijk aspect van de 707 was het cabineontwerp, dat kon worden geconfigureerd voor zowel korte als langeafstandsvluchten. Met een capaciteit van 140 tot 219 passagiers bood het toestel zowel ruimte als flexibiliteit, waardoor het een favoriet werd bij luchtvaartmaatschappijen.

### Militaire en Speciale Toepassingen
Naast commerciële vluchten speelde de Boeing 707 ook een cruciale rol in militaire en regeringsoperaties. Varianten zoals de E-3 Sentry (AWACS) en de C-137 Stratoliner werden gebruikt voor luchtverkeerscontrole en transportmissies. De 707 werd zelfs ingezet als Air Force One, het presidentiële vliegtuig van de Verenigde Staten, wat zijn veelzijdigheid en betrouwbaarheid onderstreepte.

### Einde van de Productie
De productie van de Boeing 707 liep van 1958 tot 1979, met in totaal meer dan 1.000 exemplaren geproduceerd. Tegen de jaren 1980 werd de 707 geleidelijk vervangen door modernere, efficiëntere vliegtuigen zoals de Boeing 747 en Airbus A300. Toch blijven sommige exemplaren in gebruik voor militaire en vrachtmissies.

### Nalatenschap van de Boeing 707
De Boeing 707 wordt geprezen als een van de meest invloedrijke vliegtuigen in de geschiedenis. Het introduceerde niet alleen een nieuw tijdperk van luchtvervoer, maar legde ook de basis voor de commerciële dominantie van Boeing. Tot op de dag van vandaag wordt het toestel herinnerd als een symbool van innovatie en vooruitgang in de luchtvaartindustrie.

## Toepassing
De maatschappijen die met Boeing 707 gevlogen hebben, zetten het toestel in voor trans-Atlantische vluchten. Later was de Boeing 707 een aantrekkelijk toestel voor vrachtmaatschappijen die deze vliegtuigen tweedehands konden overnemen voor een lage prijs. De Boeing 707 maakt wel veel geluid, voornamelijk bij het opstijgen en landen. Het geluidslast is uiteindelijk deels verholpen met de verbeterde JT3D–motoren. 
Hoewel de 707 al sinds 1980 uit productie is, is het tegenwoordig nog steeds in gebruik als vrachtvliegtuig in dienst van vliegmaatschappijen uit derdewereldlanden. Echter, vanwege de hoge geluidsproductie mogen deze toestellen vaak niet meer landen op Europese luchthavens.
De Belgische nationale luchtvaartmaatschappij Sabena had tussen 1959 en 1978 achttien verschillende Boeing 707-vliegtuigen in gebruik, de maatschappij was hiermee een Europese trendsetter.
De Nederlandse maatschappij Transavia Airlines heeft vier toestellen van verschillende versies in haar vloot gehad. Ze zette die vooral in op drukke vakantieroutes, pelgrimsvluchten naar Mekka en lijndienstvluchten naar het Midden-Oosten en de Verenigde Staten.
De United States Air Force maakt nog steeds veelvuldig gebruik van een van de Boeing Dash 80 afgeleid toestel in de vorm van de Boeing KC-135 tanker. Dit toestel wordt gebruikt om in de lucht andere vliegtuigen bij te tanken. Deze Boeing Dash 80-afgeleiden zijn in de loop der jaren sterk gemoderniseerd en in sommige gevallen voorzien van moderne CFM-56 turbofanmotoren zoals deze ook op moderne verkeersvliegtuigen worden toegepast. De KC-135 tanker was de militaire voorloper op de Boeing 707.
De E-3 Sentry, beter bekend als het AWACS-radarvliegtuig, is gebaseerd op de Boeing 707.

## Types
- Boeing 707-100
  - Boeing 707-120
De Boeing 707-120 is een versie van de Boeing 707-100
  - Boeing 707-130
Boeing ging verder met het succes van de Boeing 707-120 en ontwikkelde de 707-130. Dat toestel werd echter alleen door Qantas gebruikt, omdat het toestel minder passagiers kon vervoeren. De specificaties zijn hetzelfde als van de Boeing 707-120, behalve de volgende: passagiers: 125, lengte: 33,5 meter, max. gewicht: 110.000 kg.
- Boeing 707-200
- Boeing 707-300
- Boeing 707-400
- Boeing 707-020 of Boeing 720

## Ongelukken
- Sabena-vlucht 548: tijdens de nadering naar Brussels Airport begon het vliegtuig ongecontroleerd te dalen en stortte het neer in een open veld nabij het dorp Kampenhout. 72 inzittenden en 1 persoon op de grond kwamen om.

- Pan Am-vlucht 214 was een vlucht met een Boeing 707-121 van Pan American World Airways. Het toestel was op 8 december 1963 onderweg van San Juan, Puerto Rico, naar Philadelphia met 81 passagiers en bemanningsleden aan boord. Terwijl het toestel in een wachtholding boven Maryland cirkelde vanwege slecht weer in Philadelphia, werd het getroffen door een blikseminslag. De inslag veroorzaakte een explosie in de centrale brandstoftank, wat leidde tot het uit elkaar breken van het vliegtuig in de lucht. Wrakstukken vielen verspreid over een groot gebied rond Elkton, Maryland. Alle 81 inzittenden kwamen om het leven.
Het onderzoek wees uit dat brandstofdampen in een brandstoftank in de linkervleugel door de blikseminslag ontstoken werden. Het gebrek aan beschermende maatregelen in de tank maakte het toestel kwetsbaar.
Dit ongeluk leidde tot strengere voorschriften voor brandstoftanks. Tanks moesten beter worden geventileerd en voorzien van bescherming tegen statische elektriciteit en blikseminslagen.

- Nigeria Airways-vlucht 2120

- Trans-Air Service vlucht 671

## Trivia
- De acteur John Travolta maakt privé gebruik van een Boeing 707 die in de kleuren van de vliegmaatschappij Qantas is gespoten.
- Een Boeing 720 werd gebruikt voor de geënsceneerde vliegramp Crash in the Desert, een samenwerkingsproject van de NASA en de FAA.
- In de televisieserie Pan Am vliegen de acteurs in een Boeing 707.

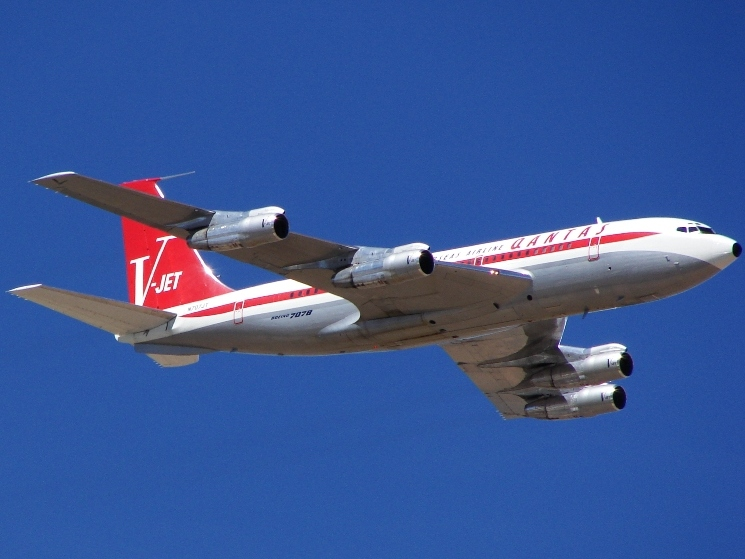
De privé-707 van John Travolta
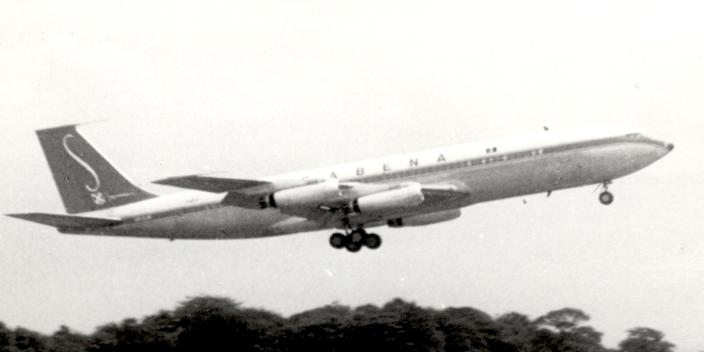
Eerdere productie Boeing 707-329 van Sabena
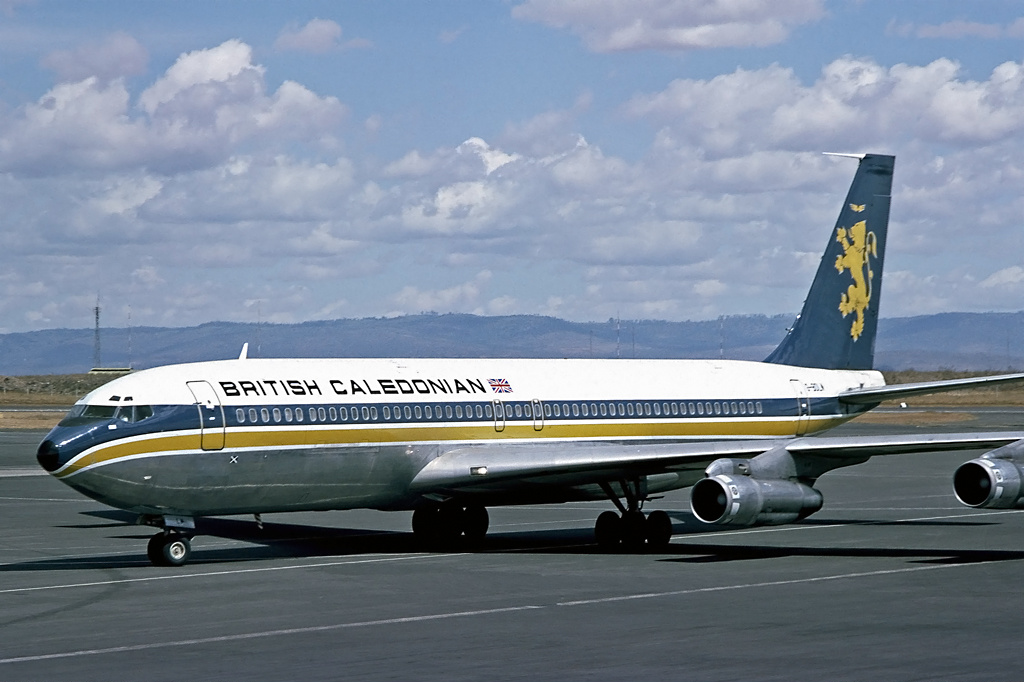
British Caledonian-Boeing 707 (1976)